# 由仁軌道
由仁軌道（ゆにきどう）とは、かつて、室蘭本線由仁駅から長沼市街地を結ぶ計画を立てた、鉄道会社および、その鉄道路線（未成線）である。

## 沿革
1924年（大正13年）に、奥山啓ら有志は室蘭本線由仁駅から長沼市街地を結ぶ鉄道を計画した。同年測量を開始し、1926年（大正15年）5月6日に路線敷設の特許を下付された。当初ガソリン機関車を使用した軌間762mmの併用軌道を計画していた。1928年（昭和3年）になり資本金20万円で由仁軌道株式会社（本社札幌、社長青柳楢吉
）を設立し、動力を蒸気機関車、軌間を1067mmに改めると、10月に工事を始めた。しかし昭和金融恐慌のさなかであり、4000株の払い込みが不調で資金不足に陥り、1929年（昭和4年）には工事は中止となる。1939年（昭和14年）12月になって、正式に会社は解散した。
なお由仁軌道終点から北海道鉄道 (2代) 島松停車場（のち北広島停車場に変更）までの延長線を計画し1926年（大正15年）に鉄道免許を申請した長恵鉄道は発起人の中に由仁軌道関係者の青柳楢吉と奥山啓の名が見られたが1930年（昭和5年）に失効している

### 年表
- 1926年（大正15年）5月6日 軌道特許状下付（夕張郡由仁村-長沼村間、哩程5哩10鎖、動力瓦斯倫）[9]
- 1928年（昭和3年）1月28日 由仁軌道株式会社設立[10]
- 1929年（昭和4年）6月11日 指定の期限まで実施認可申請を為さざるため軌道特許一部失効（由仁起点0哩0鎖-0哩15鎖間[11]
- 1930年（昭和5年）7月17日 軌道特許状下付（由仁村地内0哩15鎖）[12]
- 1936年（昭和11年）3月20日 軌道特許失効並びに取消（官報掲載）[13]

### 長恵鉄道
- 1927年（昭和2年）12月28日長恵鉄道（発起人総代犬上慶五郎[14]）に対し鉄道免許状下付（動力蒸気、軌間1067mm）（夕張郡長沼村（由仁軌道終点）-千歳郡恵庭村（北海道鉄道島松停車場）間）[15]。
- 1929年（昭和4年）終点を札幌郡北広島村（北海道鉄道北広島駅前）に変更[16]
- 1930年（昭和5年）11月8日 鉄道免許失効（指定ノ期限マテニ工事施工認可申請ヲ為ササルタメ）[17]

## 車両
鉄道省に蒸気機関車の払下の申請をしており、車種の選定も終わっていたが、開業の見込みが立たないため、キャンセルされた。
- 1680形（1681） - 鉄道建設工事用として譲受したが、工事中止後北見鉄道に売却。この機関車の詳細については、国鉄1100形蒸気機関車を参照。
- 1630形（1630 - 1632） - 1927年に国有化された越後鉄道が、開業時から使用していた。この機関車の詳細については、国鉄1630形蒸気機関車を参照。
- 7100形（7103） - 現在、鉄道博物館に保存されている弁慶号と同形機。この機関車の詳細については、国鉄7100形蒸気機関車を参照。